# أكس سور فيين
أكس سور فيين (بالفرنسية: Aixe-sur-Vienne)‏ هي بلدية في مقاطعة فيين العليا في منطقة أقطانية الجديدة في غرب فرنسا.